# جون فنتميجليا
جون فنتميجليا (بالإنجليزية: John Ventimiglia)‏ هو ممثل أمريكي، ولد في 17 يوليو 1963 بكوينز في الولايات المتحدة.

## أعمال

### أفلام
- (1994) رصاص في برودواي[6][7]

## وصلات خارجية
- جون فنتميجليا على موقع IMDb (الإنجليزية)
- جون فنتميجليا على موقع روتن توميتوز (الإنجليزية)
- جون فنتميجليا على موقع ألو سيني (الفرنسية)
- جون فنتميجليا على موقع أول موفي (الإنجليزية)
- جون فنتميجليا على موقع إن إن دي بي (الإنجليزية)
- جون فنتميجليا على موقع ديسكوغز (الإنجليزية)
- جون فنتميجليا على موقع قاعدة بيانات الفيلم (الإنجليزية)
- جون فنتميجليا على موقع كينوبويسك (الروسية)